# Мачтет, Григорий Александрович
Григо́рий Алекса́ндрович Мачте́т (3 [15] сентября 1852, Луцк, Волынская губерния, Российская империя — 14 [27] августа 1901, Ялта, Таврическая губерния, Российская империя) — русский писатель, революционер-народник, поэт и журналист.

## Биография
Григорий Мачтет родился 3 (15) сентября 1852 года в Луцке Волынской губернии в семье уездного судьи. В 1865 году исключён из 4-го класса Немировской гимназии за сочувствие участникам польского восстания 1863 года; в 1866—1868 годах учился в Каменец-Подольской гимназии, откуда также был исключён за политическую неблагонадёжность. В 1870 году получил разрешение сдать экзамен на звание учителя истории и географии уездных училищ. Два года преподавал в школах Могилёва и Каменец-Подольского. С 1871 года принимал участие в народническом революционном движении.
В 1872 году уехал в США с целью организации земледельческих коммун; принял участие в деятельности Коммуны Кедровой долины, основанной В. Фреем. Трудился в ней чернорабочим. Вернувшись в Россию, в 1875 году поселился в Петербурге.

Дом писателя в Зарайске

Арестован в 1876 году, пробыл год в одиночном заключении в Петропавловской крепости. В 1877—1884 годах находился в ссылке в Шенкурске Архангельской губернии, затем в Сибири. В Ишиме, в 1880 году женился на политической ссыльной Елене Петровне Медведевой, народнице, участнице «процесса 50-ти». Их сын Тарас Мачтет (1891—1938), стал поэтом, участником литературной группы люминистов.
По возвращении жил в Твери, Житомире. В 1891—1895 годах жил в Зарайске. В 1900 году получил разрешение переехать в Петербург.

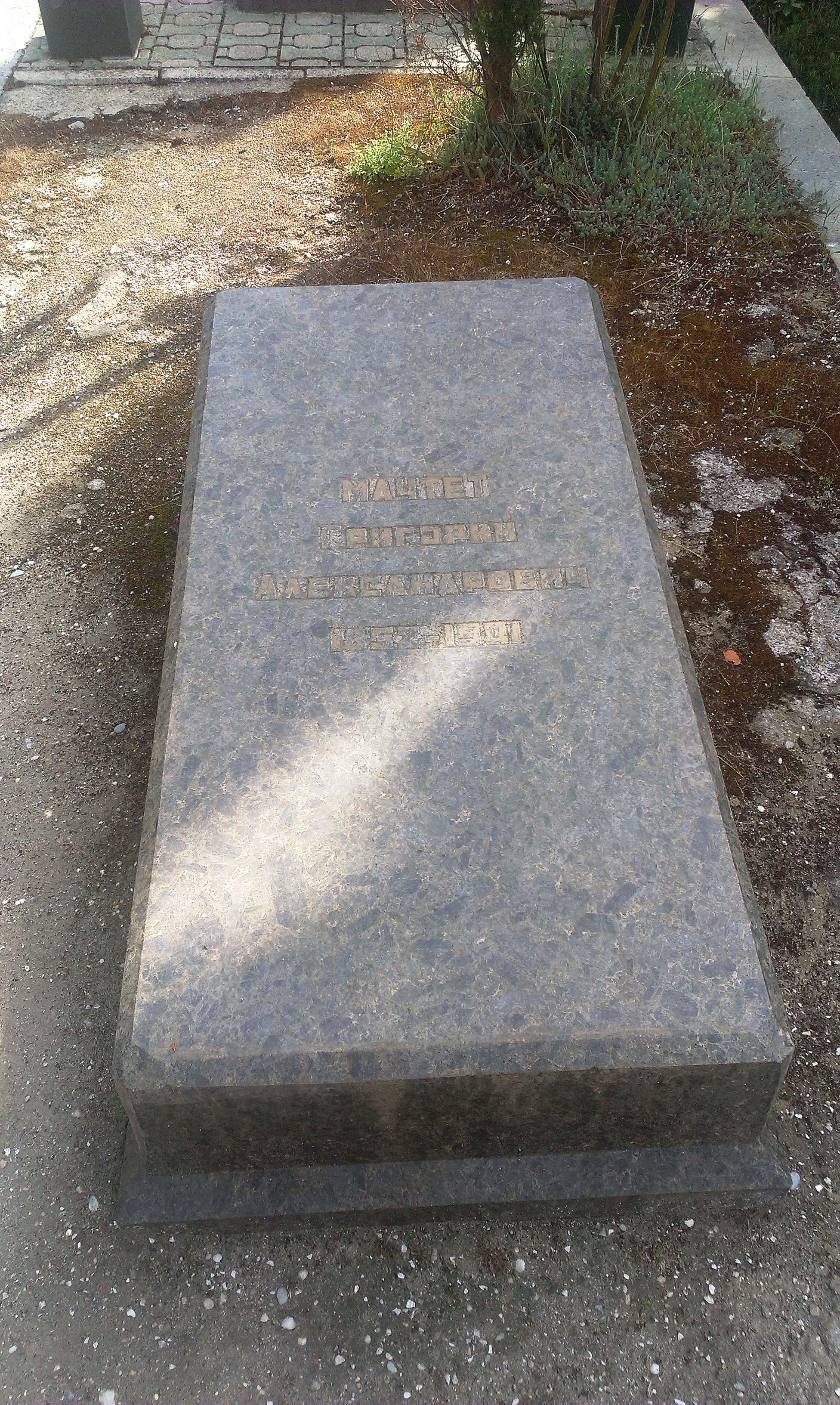
Могила Мачтета на Поликуровском кладбище

Умер 14 (27) августа 1901 года в Ялте. Похоронен на Ауткинском кладбище. Позднее его останки были перезахоронены на Поликуровском мемориале.

## Творчество
Мачтет начал писать в Америке. В 1873 году опубликовал стихи в газете «Свобода», издававшейся русскими эмигрантами в Сан-Франциско. По приезде в Россию печатал в газетах и журналах очерки из североамериканской жизни («Прерии и пионеры», «В американской школе», «С эмигрантами. Из Европы в Америку», «Перед американским судом», «Община Фрея» и др.), путевые впечатления о поездке в Германию и др., составившие цикл «Путевые картинки» (сборник «По белу свету», 1889).
Замучен тяжёлой неволей,

Ты славною смертью почил...

В борьбе за народное дело

Ты голову честно сложил... (2 раза)

Служил ты недолго, но честно

Для блага родимой земли...

И мы, твои братья по делу,

Тебя на кладбище снесли. (2 раза)
В 1876 году в Лондоне в газете «Вперёд» помещено анонимно стихотворение Мачтета «Последнее прости», посвящённое умершему в тюрьме от туберкулеза участнику «хождения в народ» студенту П. Ф. Чернышеву; под названием «Замучен тяжёлой неволей» оно стало популярной революционной песней.
В ссылке создан цикл «Рассказы из сибирской жизни» (опубликован в «Наблюдателе», «Отечественных записках»); в рассказах «Мирское дело», «Мы победили», «Вторая правда» и других показано бесправие деревни и произвол царской администрации. В них сказалась народническая идеализация крестьянской общины и в то же время отчетливо передана народная ненависть к угнетателям.
После ссылки Мачтет опубликовал роман «И один в поле воин» (1886) из быта крепостной деревни Западной Украины и повесть «Блудный сын» (1887) об отношении интеллигенции к народу. В повести «Человек с планом» (1886) показано появление на русской почве дельцов и стяжателей. Настроения революционной интеллигенции изображены в романе «На заре» (1892—1893), рассказах «Первый гонорар» (1890), «Первый урок» (1894) и другие.
В Житомире (1896—1900) Мачтет печатал в газете «Волынь» очерки, фельетоны, рассказы.
Для творчества Мачтета характерны публицистическая острота, гуманизм, элементы мелодраматизма.

## Издание произведений
- Повести и рассказы. — Москва: К. Ф. Одарченко и К°, 1887.
- Полное собрание сочинений, СПб, книгоиздательское товарищество Просвещение, 1895
- Полное собрание сочинений, т. 1-12, Киев, 1902;
- Полное собрание сочинений, т. 1-10, СПб, 1911—1913;
- Избранное, М., 1958;
- Новый доктор и др. рассказы, М., 1960.

## Память
3 декабря 1961 года на доме в Зарайске была установлена мраморная мемориальная доска с надписью: «В этом доме в 1891—1895 гг. жил и работал писатель Григорий Александрович Мачтет».